# Ovtar
Ovtar (tudi outar ali otar). je bil v 19. in v začetku 20. stoletja čuvaj vinogradov, sadovnjakov in polj v Slovenskih goricah.
Ovtarska služba je bila honorarna in je trajala tri mesece. Pričela se je 15. avgusta in končala 15. novembra. Trimesečno čuvanje je ovtar opravljal neprestano dan in noč. Ovtarske službe ni bilo enostavno dobiti, najprej je moral imeti pisno dovoljenje posestnikov zemljišč, da so ga pripravljeni zaposliti, in pri tem paziti, da je imel čim več dovoljenj posestnikov v neposredni bližini (površina, ki jo je en ovtar pazil, je bila velika okrog 3 ha), nato pa vložiti prošnjo na občino, ta pa je potem kandidate izbrala. Vsi kandidati so morali na sodišču priseči, da bodo vestno opravljali ovtarsko službo z rednimi obhodi.
Vsak ovtar je s seboj nosil ovtarsko palico, katera je bila last občine. Izdelana je bila iz hruškove veje s kovinsko konico (nožem), nosili so jo na rami kot puško.